# Peruvilai
Peruvilai es una ciudad censal situada en el distrito de Kanyakumari en el estado de Tamil Nadu (India). Su población es de 6090 habitantes (2011). Se encuentra a 67 km de Thiruvananthapuram y a 74 km de Tirunelveli. 

## Demografía
Según el censo de 2011 la población de Peruvilai era de 6090 habitantes, de los cuales 3012 eran hombres y 3078 eran mujeres. Peruvilai tiene una tasa media de alfabetización del 93,36%, superior a la media estatal del 80,09%: la alfabetización masculina es del 95,32%, y la alfabetización femenina del 91,47%.